# Saad Shaddad al-Asmari
Saad Shaddad Al-Asmari (né le 24 septembre 1968, est un athlète saoudien spécialiste du 3 000 mètres steeple.
Il se révèle durant l'année 1994 en décrochant la médaille d'argent des Jeux asiatiques. Vainqueur des Jeux mondiaux militaires dès l'année suivante, il se classe troisième des Championnats du monde de Göteborg, derrière les Kényans Moses Kiptanui et Christopher Kosgei, signant à cette occasion un nouveau record d'Asie en 8 min 12 s 95. Vainqueur dans sa carrière de cinq médailles lors des Championnats d'Asie, et de trois médailles lors des Jeux panarabes, le Saoudien a également remporté les Championnats d'Asie de Cross-country en 1997. Il termine cette même année au pied du podium des Mondiaux d'Athènes et se classe troisième de la Coupe du monde des nations 1998 de Johannesburg. 
Sa meilleure performance sur 3 000 m steeple est de 8 min 08 s 14, réalisée le 16 juillet 2002 lors du meeting de Stockholm.

## Palmarès
| Date | Compétition                | Lieu         | Résultat | Temps              |
| ---- | -------------------------- | ------------ | -------- | ------------------ |
| 1994 | Jeux asiatiques            | Hiroshima    | 2e       |                    |
| 1995 | Championnats du monde      | Göteborg     | 3e       | 8 min 12 s 95 (AR) |
| 1997 | Championnats du monde      | Athènes      | 4e       |                    |
| 1998 | Coupe du monde des nations | Johannesburg | 3e       |                    |